# Thymalus punicus
Thymalus punicus là một loài bọ cánh cứng trong họ Trogossitidae. Loài này được Franz miêu tả khoa học năm 1981.